# One Piece-filmek
Ezen a listán a One Piece filmjei, különkiadásai és OVA-i találhatók.

## Filmek

### One Piece

#### 1. film: One Piece: The Movie
- Eredeti cím: ワンピース
- Japán cím: Wan Pīsu
- Műfaj:sónen, kaland, harcművészet, vígjáték
- Kiadás éve:2000. március 4.
- Stúdió:Toei Animation
- Rendező:Shimizu Junji
- Eredeti mű:Oda Eiicsiró
- Írta:Shimada Michiru
- Zene:Tanaka Kōhei

#### 2. film: Clockwork Island Adventure
- Eredeti cím: ねじまき島の冒険
- Japán cím: Nejimaki-shima no Bōken
- Műfaj:sónen, kaland, harcművészet, vígjáték
- Kiadás éve:2001. március 3.
- Stúdió:Toei Animation
- Rendező:Shimizu Junji
- Eredeti mű:Oda Eiicsiró
- Írta:Hashimoto Hiroshi
- Zene:Tanaka Kōhei

#### 3. film: Chopper's Kingdom on the Island of Strange Animals
- Eredeti cím: 珍獣島のチョッパー王国
- Japán cím: Chinjū-tō no Choppā-ōkoku
- Műfaj:sónen, kaland, harcművészet, vígjáték
- Kiadás éve:2002. március 2.
- Stúdió:Toei Animation
- Rendező:Shimizu Junji
- Eredeti mű:Oda Eiicsiró
- Írta:Hashimoto Hiroshi
- Zene:Tanaka Kōhei

#### 4. film: Dead End Adventure
- Eredeti cím: デッドエンドの冒険
- Japán cím: Deddo Endo no Bōken
- Műfaj:sónen, kaland, harcművészet, vígjáték
- Kiadás éve:2003. március 1.
- Stúdió:Toei Animation
- Rendező:Uda Konoszuke
- Eredeti mű:Oda Eiicsiró
- Írta:Suga Yoshiyuki
- Zene:Tanaka Kōhei, Hamaguchi Shirō

#### 5. film: The Cursed Holy Sword
- Eredeti cím: 呪われた聖剣
- Japán cím: Norowareta Seiken
- Műfaj:sónen, kaland, harcművészet, vígjáték
- Kiadás éve:2004. március 6.
- Stúdió:Toei Animation
- Rendező:Takenouchi Kazuhisa
- Eredeti mű:Oda Eiicsiró
- Írta:Suga Yoshiyuki
- Zene:Tanaka Kōhei

#### 6. film: Baron Omatsuri and the Secret Island
- Eredeti cím: オマツリ男爵と秘密の島
- Japán cím: Omatsuri Danshaku to Himitsu no Shima
- Műfaj:sónen, kaland, harcművészet, vígjáték
- Kiadás éve:2005. március 5.
- Stúdió:Toei Animation
- Rendező:Hosoda Mamoru
- Eredeti mű:Oda Eiicsiró
- Írta:Itō Masahiro
- Zene:Tanaka Kōhei, Sawaguchi Kazuhiko, Maruo Minoru

#### 7. film: The Giant Mechanical Soldier of Karakuri Castle
- Eredeti cím: オマツリ男爵と秘密の島
- Japán cím: Karakuri-jō no Meka Kyohei
- Műfaj:sónen, kaland, harcművészet, vígjáték
- Kiadás éve:2006. március 4.
- Stúdió:Toei Animation
- Rendező:Uda Konoszuke
- Eredeti mű:Oda Eiicsiró
- Írta:Itō Masahiro
- Zene:Tanaka Kōhei

#### 8. film: The Desert Princess and the Pirates: Adventures in Alabasta
- Eredeti cím: エピソードオブアラバスタ 砂漠の王女と海賊たち
- Japán cím: Episōdo obu Arabasuta: Sabaku no Ōjo to Kaizoku-tachi
- Műfaj:sónen, kaland, harcművészet, vígjáték
- Kiadás éve:2007. március 3.
- Stúdió:Toei Animation
- Rendező:Imamura Takahiro
- Eredeti mű:Oda Eiicsiró
- Írta:Uesaka Hirohiko
- Zene:Tanaka Kōhei, Hamaguchi Shiro, Iwasaki Yasunori, Sawaguchi Kazuhiko, Maruo Minoru

#### 9. film: Episode of Chopper Plus: Bloom in the Winter, Miracle Cherry Blossom
- Eredeti cím: エピソードオブチョッパー＋　冬に咲く、奇跡の桜
- Japán cím: Episōdo Obu Choppā Purasu: Fuyu ni Saku, Kiseki no Sakura
- Műfaj:sónen, kaland, harcművészet, vígjáték
- Kiadás éve:2008. március 1.
- Stúdió:Toei Animation
- Rendező:Shimizu Junji
- Eredeti mű:Oda Eiicsiró
- Írta:Uesaka Hirohiko
- Zene:Tanaka Kōhei, Hamaguchi Shiro, Iwasaki Yasunori

#### 10. film: One Piece Film: Strong World
- Eredeti cím: ワンピースフィルム ストロングワールド
- Japán cím: Wan Pīsu Firumu: Sutorongu Wārudo
- Műfaj:sónen, kaland, harcművészet, vígjáték
- Kiadás éve:2009. december 12.
- Stúdió:Toei Animation
- Rendező:Sakai Munehisa
- Eredeti mű:Oda Eiicsiró
- Írta:Uesaka Hirohiko
- Zene:Tanaka Kōhei, Hamaguchi Shiro

#### 11. film: One Piece 3D: Straw Hat Chase
- Eredeti cím: ONE PIECE 3D 麦わらチェイス
- Japán cím: Wān Piisu Surī-Dī Mugiwara Cheisu
- Műfaj:sónen, kaland, harcművészet, vígjáték
- Kiadás éve:2011. március 19.
- Stúdió:Toei Animation
- Rendező:Satoh Hiroyuki
- Eredeti mű:Oda Eiicsiró
- Írta:Tsutsumi Yasuyuki
- Zene:Tanaka Kōhei

#### 12. film: One Piece Film: Z
- Eredeti cím: ONE PIECE FILM Z
- Japán cím: Wan Pīsu Firumu: Zetto
- Műfaj:sónen, kaland, harcművészet, vígjáték
- Kiadás éve:2012. december 15.
- Stúdió:Toei Animation
- Rendező:Nagamine Tatsuya
- Eredeti mű:Oda Eiicsiró
- Írta:Suzuki Osamu
- Zene:Tanaka Kōhei, Hamaguchi Shiro

#### 13. film: One Piece Film: Gold
- Eredeti cím: ワンピース 航海王電影：ゴールド
- Japán cím: Wan Pīsu Firumu: Gōrudo
- Műfaj:sónen, kaland, harcművészet, vígjáték
- Kiadás éve:2016. július 23.
- Stúdió:Toei Animation
- Rendező:Mijamoto Hiroaki
- Eredeti mű:Oda Eiicsiró
- Írta:Kuroiwa Tsutomu
- Zene: Hayashi Yuki

#### 14. film: One Piece: Stampede
- Eredeti cím: ワンピーススタンピード
- Japán cím: Wan Pīsu Firumu: Sutanpīdo
- Műfaj:sónen, kaland, harcművészet, vígjáték
- Kiadás éve:2019. augusztus 9.
- Stúdió:Toei Animation
- Rendező: Otsuka Takashi, Sato Masayuki, Okamoto Hotaka, Sue Nobuhito
- Eredeti mű:Oda Eiicsiró
- Írta: Tomioka Atsuhiro, Otsuka Takashi
- Zene: Tanaka Kohei

#### 15. film: One Piece Film: Red
- Eredeti cím: ワンピース フィルム レッド
- Japán cím: Wan Pīsu Firumu Reddo
- Műfaj:sónen, kaland, harcművészet, vígjáték
- Kiadás éve:2022. augusztus 6.
- Magyar bemutató: 2023. január 26.
- Díszbemutató: 2023. január 25.[1]
- Magyar változat: Eredeti nyelven, magyar felirattal
- Korhatár:
- Stúdió:Toei Animation
- Rendező: Taniguchi Gorō
- Eredeti mű:Oda Eiicsiró
- Írta: Kuroiwa Tsutomu
- Zene: Nakata Yasutaka

### Televíziós különkiadások
One Piece 492. rész: A Legerősebb Csapat! Luffy és Toriko Erőfeszítései! (One Piece x Toriko crossover)
- Angol epizódcím: The Strongest Tag-Team! Luffy and Toriko's Hard Struggle!

One Piece 542. rész: Új Csapat Alakul! Mentsd meg Choppert! (One Piece x Toriko crossover)
- Angol epizódcím: A Team is Formed! Save Chopper

One Piece 590. rész: A Történelem Legerősebb Csapata vs. a Tenger Falánksága! (One Piece x Toriko x Dragon Ball Z crossover)
- Angol epizódcím: History's Strongest Collaboration vs. Glutton of the Sea

## OVA

### OVA 1: Defeat Him! The Pirate Ganzack!
- Eredeti cím: 倒せ!海賊ギャンザック
- Japán cím: Taose! Kaizoku Gyanzakku
- Műfaj:sónen, kaland, harcművészet, vígjáték
- Kiadás éve: 1998. július 26.
- Stúdió: Production I.G
- Rendező: Taniguchi Gorō
- Írta: Kitajima Hiroaki
- Zene: Motomichi Toshiya

### OVA 2: One Piece: Romance Dawn Story
- Eredeti cím: ロマンス ドーン ストーリー
- Japán cím: Romansu Dōn Sutōrī
- Műfaj:sónen, kaland, harcművészet, vígjáték
- Kiadás éve: 2008. szeptember 21.
- Stúdió: Toei Animation
- Rendező: Tokoro Katsumi
- Írta: Kitajima Hiroaki
- Zene: Motomichi Toshiya

### OVA 3: Strong World: Episode 0
- Eredeti cím: ストロングワールド Episode 0
- Japán cím: Sutorongu Wārudo: Episōdo Zero
- Műfaj:sónen, kaland, harcművészet, vígjáték
- Kiadás éve: 2009. december 12.
- Stúdió: Toei Animation
- Rendező: Ito Naoyuki
- Írta: Tanaka Hitoshi
- Zene: Tanaka Kōhei, Hamaguchi Shiro